# Боршин-Мали
Боршин-Мали (пол. Borszyn Mały) — село в Польщі, у гміні Ґура Ґуровського повіту Нижньосілезького воєводства.
Населення — 118 осіб (2011).
У 1975-1998 роках село належало до Лешненського воєводства.

## Демографія
Демографічна структура станом на 31 березня 2011 року:
|          | Загалом | Допрацездатний вік | Працездатний вік | Постпрацездатний вік |
| -------- | ------- | ------------------ | ---------------- | -------------------- |
| Чоловіки | 58      | 10                 | 43               | 5                    |
| Жінки    | 60      | 9                  | 40               | 11                   |
| Разом    | 118     | 19                 | 83               | 16                   |